# Молчанов, Алексей Михайлович
Алексе́й Миха́йлович Молча́нов (1924—1994) — полковник Советской Армии, участник Великой Отечественной войны, Герой Советского Союза (1945).

## Биография
Алексей Молчанов родился 29 марта 1924 года в селе Большие Вязёмы (ныне — Одинцовский район Московской области). Окончил семь классов школы. В 1941 году Молчанов был призван на службу в Рабоче-крестьянскую Красную Армию. В 1944 году он окончил Тамбовскую военную авиационную школу лётчиков.
К концу войны младший лейтенант Алексей Молчанов был лётчиком 569-го штурмового авиаполка 199-й штурмовой авиадивизии 4-го штурмового авиакорпуса 4-й воздушной армии 2-го Белорусского фронта. За время войны он совершил 91 боевой вылет на штурмовку вражеских войск, потопив 2 судна малого тоннажа.
Указом Президиума Верховного Совета СССР от 18 августа 1945 года за «образцовое выполнение боевых заданий командования по уничтожению живой силы и техники противника и проявленные при этом мужество и героизм» младший лейтенант Алексей Молчанов был удостоен высокого звания Героя Советского Союза с вручением ордена Ленина и медали «Золотая Звезда» за номером 8649.
После окончания войны Молчанов продолжил службу в Советской Армии. В 1974 году в звании полковника он был уволен в запас. Проживал в Киеве, работал в гражданской авиации. Умер 3 октября 1994 года, похоронен на Лесном кладбище Киева.
Был также награждён орденом Красного Знамени, тремя орденами Отечественной войны 1-й степени, орденом Красной Звезды и рядом медалей.